# Độ trắng
Độ trắng của một chất hoặc hợp chất được xác định theo tiêu chuẩn quốc tế ISO-Hệ số phản xạ khuếch tán xanh (Measurement of ISO brightness for paper, board and pulp-Diffuse blue reflactance factor) là hệ số phản xạ đặc trưng được đo trên máy đo phản xạ tiêu chuẩn, với bộ lọc hoặc chức năng tương ứng có chiều dài bước sóng hữu hiệu là 457 nm, chiều rộng tại 1/2 độ cao là 44 nm, được điều chỉnh để lượng UV (cực tím) của ánh sáng tới trên bề mặt mẫu thử tương đương với nguồn sáng C của CIE (Commission Internationale de l’élairage).
Hệ số phản xạ R: là tỷ số được biểu diễn bằng phần trăm (%) giữa bức xạ được phản xạ bởi một vật thể và bức xạ được phản xạ bởi một vật thể khuếch tán phản xạ lý tưởng trong cùng một điều kiện.
Hệ số phản xạ đặc trưng R∞: là hệ số phản xạ của một lớp hoặc một tập nguyên liệu có độ dày đủ để đảm bảo tính mờ đục, nghĩa là khi tăng độ dày của tập bằng cách tăng số lượng tờ vẫn không làm thay đổi kết quả đo hệ số phản xạ.

### Tiếng Anh
- ISO 2470:1999 Paper, board and pulps-Measurement of diffuse blue reflectance factor (ISO brightness)
- ISO/NP 2470-1 Paper, board and pulps-Measurement of diffuse blue reflectance factor -- Part 1: Indoor daylight conditions (ISO brightness)
- ISO/DIS 2470-2 Paper, board and pulps-Measurement of diffuse blue reflectance factor -- Part 2: Outdoor daylight conditions (D65 brightness)
- ISO 3688:1999 Pulps-Preparation of laboratory sheets for the measurement of diffuse blue reflectance factor (ISO brightness)